# Agencia de Estadística de Zambia
Zambia Statistical Agency (acrónimo ZamStats), creada en 1968 por las nuevas autoridades con sede en Lusaka, es el servicio estadístico oficial de Zambia, que organiza sus actividades según el marco más amplio del sistema estadístico del país. ZamStats es una rama del gobierno central bajo la autoridad del Ministro responsable. Mediante decreto, se determinaron sus competencias y organización. En términos generales, ZamStats es responsable de la coordinación técnica del sistema estadístico nacional y de estudiar, sistematizar y difundir datos estadísticos para las autoridades de Zimbabue, el sector privado o los organismos internacionales. 

## Misión
La Agencia de Estadística de Zambia (ZamStats) es la única entidad designada responsable de la publicación de estadísticas oficiales. La agencia es un organismo estatutario que se estableció mediante la ley de Estadística N° 13 de 2018. Las disposiciones clave de la nueva ley de estadística establecen un sistema estadístico nacional integrado, así como la promoción del uso de datos e información estadística a nivel institucional, nacional e internacional. Algunas de las funciones clave de la Agencia son: producir estadísticas oportunas, precisas, confiables y relevantes para la toma de decisiones y políticas basadas en evidencia, utilizando personal calificado, competente, motivado y profesional y tecnología de punta en respuesta a las demandas de nuestros clientes. 